# 5-Stunden-Rennen von Riverside 1980

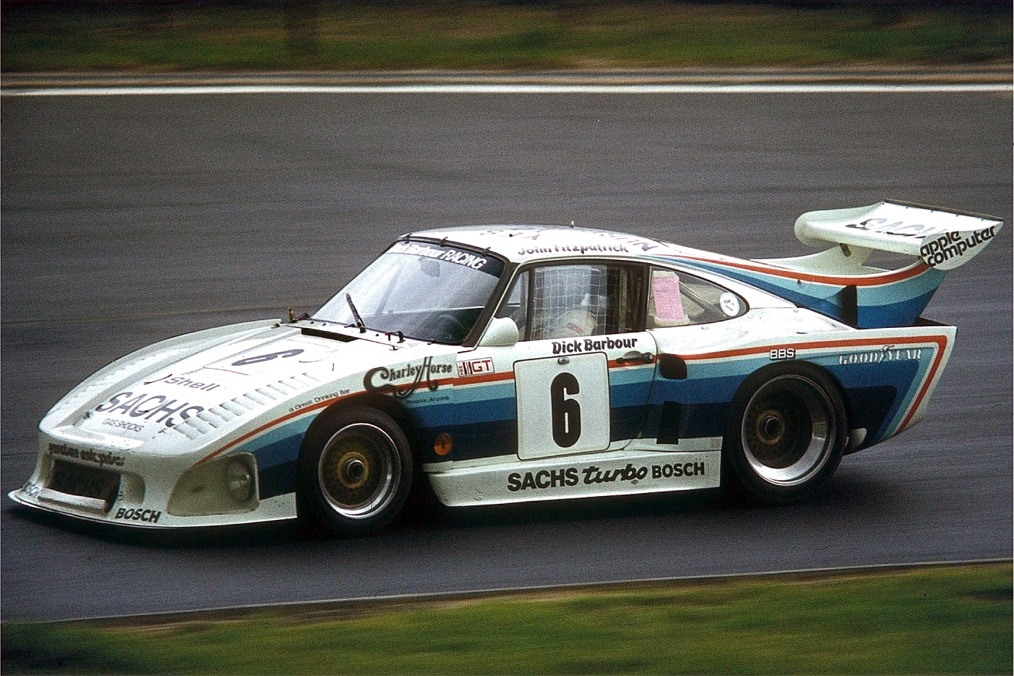
Der siegreiche Barbour-Porsche 935K3

Das 5-Stunden-Rennen von Riverside 1980, auch Los Angeles Times/Toyota Grand Prix of Endurance, Riverside International Raceway, fand am 27. April 1980 auf dem Riverside International Raceway statt und war der vierte Wertungslauf der IMSA-GT-Serie und der sechste der Sportwagen-Weltmeisterschaft dieses Jahres.

## Das Rennen
Das 5-Stunden-Rennen von Riverside 1980 zählte sowohl zur IMSA-GT-Serie als auch zur Fahrerwertung der Sportwagen-Weltmeisterschaft. Nach ihrem Erfolg beim 12-Stunden-Rennen von Sebring gewannen John Fitzpatrick und Dick Barbour im Porsche 935K3 auch auf dem Riverside International Speedway. Im Ziel hatten sie einen Vorsprung von drei Runden auf die Teamkollegen Bobby Rahal und Bob Garretson.

## Ergebnisse

### Schlussklassement
| 1               | GTX | 6   | Dick Barbour Racing               | John Fitzpatrick Dick Barbour                 | Porsche 935 K3           | 165 |
| 2               | GTX | 9   | Dick Barbour Racing               | Bobby Rahal Bob Garretson                     | Porsche 935 K3           | 162 |
| 3               | GTX | 86  | Bayside Disposal                  | Bruce Leven Hurley Haywood                    | Porsche 935 K3/77A       | 161 |
| 4               | GTX | 94  | Whittington Brothers Racing       | Dale Whittington Michael Chandler             | Porsche 935 K3/79        | 160 |
| 5               | GTX | 05  | Racing Associates                 | Bob Akin Roy Woods Ralph Kent-Cooke           | Porsche 935 K3           | 160 |
| 6               | GTX | 13  | Andial Racing                     | Randolph Townsend Bruce Jenner                | Porsche 935              | 158 |
| 7               | GTX | 5   | Racing Associates                 | Charles Mendez Brian Redman                   | Porsche 935 K3           | 155 |
| 8               | GTO | 54  | Montura Racing                    | Tony Garcia Terry Herman                      | Porsche Carrera RSR      | 151 |
| 9               | GTU | 47  | Brad Frisselle Racing             | Brad Frisselle Yoshimi Katayama               | Mazda RX-7               | 148 |
| 10              | GTU | 23  | Frank Carney                      | Frank Carney Dick Davenport                   | Datsun 280ZX             | 148 |
| 11              | GTO | 89  | Hector Huerta Racing              | Ernesto Soto Pierre Honegger                  | Porsche Carrera          | 147 |
| 12              | GTO | 03  | Toyota Village                    | Werner Frank Roger Schramm                    | Porsche 934              | 147 |
| 13              | GTU | 77  | Mandeville Racing                 | Roger Mandeville Stu Fisher                   | Mazda RX-7               | 146 |
| 14              | GTO | 31  | RSR Associates                    | Darrel Overstreet Dennis Lanfre Tom Alan Marx | Porsche Carrera RSR      | 146 |
| 15              | GTU | 82  | Trinity Racing                    | John Casey Rick Knoop                         | Mazda RX-7               | 143 |
| 16              | GTO | 68  | Hector Huerta Racing              | Luis Méndez Jaime Rodriguez                   | Porsche Carrera RSR      | 143 |
| 17              | GTO | 19  | Nardi Motor                       | Sergio Nardi Angel Nardi                      | Porsche 911              | 142 |
| 18              | GTU | 40  | Joel Anderson                     | Joel Anderson Rich Sloma                      | Datsun 240Z              | 142 |
| 19              | GTO | 46  | De Narváez Enterprises            | Mauricio de Narváez Albert Naon               | Porsche Carrera RSR      | 141 |
| 20              | GTO | 49  | Tortilla Flats Racing             | Bob Copeman Marion Speer                      | Porsche Carrera          | 138 |
| 21              | GTU | 45  | Ray Ratcliff                      | Ray Ratcliff Bill Koll                        | Porsche 914/6            | 137 |
| 22              | GTU | 39  | Gregg La Cava                     | Jerry Barker Claudia LaCava                   | Porsche 911              | 136 |
| 23              | GTO | 88  | Barry Maashoff                    | Barry Maashoff Steve Michaelson Joe Korpiel   | Porsche 911              | 135 |
| 24              | GTO | 66  | Crevier Imports                   | Joe Crevier Pete Halsmer                      | Ferrari 365 GTB/4        | 134 |
| 25              | GTU | 57  | Personalized Porsche              | Paul Haas Margie Smith-Haas Jeff Scott        | Porsche 914/4            | 130 |
| 26              | GTO | 44  | Jaguar Rover Triumph Quaker State | Bob Tullius Bill Adam                         | Triumph TR8              | 129 |
| 27              | GTU | 8   | Anatoly Arutunoff                 | Anatoly Arutunoff José Marina                 | Lancia Stratos           | 128 |
| 28              | GTU | 81  | Trinity Racing                    | Steve Dietrich Tom Winters Jim Cook           | Mazda RX-7               | 115 |
| 29              | GTU | 28  | Metal Craft Racing                | Bob Zulkowski                                 | Porsche 914/6            | 67  |
| 30              | GTU | 71  | Bill Long                         | Bill Long Don Roberts                         | Datsun 200SX             | 63  |
| Ausgefallen     |     |     |                                   |                                               |                          |     |
| 31              | GTU | 7   | Racing Beat                       | Walt Bohren Takashi Yorino                    | Mazda RX-7               | 130 |
| 32              | GTX | 39  | Whittington Brothers Racing       | Don Whittington Bill Whittington              | Porsche 935 K3           | 114 |
| 33              | GTO | 56  | Rick Borlase                      | Rick Borlase Don Kravig Michael Hammond       | Porsche 911              | 112 |
| 34              | GTU | 83  | Electramotive                     | Don Devendorf Tony Adamowicz                  | Datsun 280ZX             | 111 |
| 35              | GTU | 30  | Electrodyne                       | Giampiero Moretti Milt Minter                 | Porsche 935 J            | 95  |
| 36              | GTU | 73  | Jerry Demele Racing               | Jerry Demele John Goodspeed Frank Bramante    | Porsche 911              | 86  |
| 37              | GTX | 01  | Roy Woods                         | George Follmer Skeeter McKitterick            | Chevrolet Monza Turbo    | 82  |
| 38              | GTU | 96  | NTS Racing                        | George Alderman Bob Earl                      | Datsun 240Z              | 75  |
| 39              | GTO | 22  | Volker Bruckmann                  | Volker Bruckmann David Goodell                | Porsche Carrera          | 71  |
| 40              | GTX | 76  | Arrow Heating Co.                 | Joe Chamberlain John Chamberlain              | Chevrolet Corvette       | 67  |
| 41              | GTU | 95  | NTS Racing                        | Fred Stiff Sam Posey                          | Datsun 240Z              | 65  |
| 42              | GTO | 74  | Round Table Racing                | Pete Brallier Dave Mock                       | Chevrolet Corvette       | 64  |
| 43              | GTO | 06  | Fassler Mullen Racing             | Paul Fassler Jim Mullen                       | Porsche Carrera          | 63  |
| 44              | GTX | 55  | Andial Racing Meister Homes       | Howard Meister John Morton                    | Porsche 935 M16          | 60  |
| 45              | GTO | 41  | B. C. Auto Body                   | Bill Craine Al James                          | Chevrolet Corvette       | 56  |
| 46              | GTU | 27  | Joel Morenfeld                    | Joel Morenfeld Sam Pontier Steve Jones        | Porsche 911              | 55  |
| 47              | GTX | 0   | Interscope Racing                 | Ted Field Danny Ongais                        | Porsche 935 K3/80        | 54  |
| 48              | GTO | 10  | Oftedahl Trucking                 | Bob Raub Michael Oleyar                       | Chevrolet Camaro         | 54  |
| 49              | GTU | 11  | Race Tech                         | Bobbee Nylander Gary Nylander                 | Porsche 911              | 54  |
| 50              | GTX | 20  | Chris Cord Racing                 | Chris Cord Jim Adams                          | Chevrolet Monza          | 51  |
| 51              | GTX | 3   | Jim Busby Industries              | Jim Busby Geoff Brabham                       | March-BMW M1             | 37  |
| 52              | GTO | 48  | Dynasales                         | John Carusso Phil Currin                      | Chevrolet Corvette       | 37  |
| 53              | GTX | 2   | Dome Tom’s                        | Nobuhide Tachi Tim Sharp Fumiyasu Satou       | Dome Toyota Celica Turbo | 36  |
| 54              | GTX | 59  | Brumos Porsche Audi               | Peter Gregg Al Holbert                        | Porsche 935/79           | 27  |
| 55              | GTX | 25  | Red Lobster Racing                | Dave Cowart Kenper Miller                     | BMW M1                   | 22  |
| 56              | GTU | 64  | Alan Johnson Racing               | Dennis Aase Alan Johnson                      | Porsche 911              | 20  |
| 57              | GTX | 09  | John Paul Racing                  | John Paul senior Preston Henn                 | Porsche 935 K3           | 19  |
| 58              | GTU | 79  | Sports Ltd. Racing                | Bob Bergstrom Pat Bedard                      | Mazda RX-7               | 15  |
| 59              | GTU | 17  | Racing Beat                       | Jeff Kline Jim Downing                        | Mazda RX-7               | 3   |
| 60              | GTO | 90  | Edward Johnson                    | Edward Johnson Edward Malloy Hugh McDonough   | Datsun 280ZX             | 1   |
| Nicht gestartet |     |     |                                   |                                               |                          |     |
| 61              | GTX | 00  | Interscope Racing                 | Danny Ongais Ted Field                        | Porsche 935/77A          | 1   |
| 61              | GTO | 04  | David Ward                        | David Ward Walt Snow                          | Chevrolet Corvette       | 2   |
| 62              | GTX | 18  | Chris Cord                        | Chris Cord Bill Adam                          | Chevrolet Monza          | 3   |
| 63              | GTU | 24  | Group 24 Ltd.                     | Wayne Nunnally John Goodspeed                 | Porsche 924              | 4   |
| 64              | GTU | 34  | Westport Racing                   | Craig Richie Mike Miller Bob Ryan             | Porsche 911              | 5   |
| 65              | GTO | 37  | Botero Racing                     | Honorato Espinosa Jorge Cortes                | Porsche Carrera          | 6   |
| 66              | GTX | 42  | International Racing Systems      | Bill Shaw Nort Northam                        | Honda Civic Turbo        | 7   |
| 67              | GTX | 61  | Doell Associates                  | Tom Waugh                                     | Plymouth Volare          | 8   |
| 68              | GTU | 62  | Koll Motor Sports                 | Bill Koll Jim Cook                            | Porsche 911              | 9   |
| 69              | GTX | 69  | Crevier Imports                   | John Duffy Dick Ferguson                      | Ferrari 512 BB           | 10  |
| 70              | GTX | 85  | Fifth Essence Racing              | Jacques Bienvenue Douglas Rowe                | Chevrolet Corvette       | 11  |
| 71              | GTX | 93  | Whittington Brothers              | Bill Whittington Don Whittington              | Porsche 935 K3           | 12  |
| 72              | GTX | 86T | Bayside Disposal                  |                                               | Porsche 935              | 13  |

1 nicht gestartet
2 nicht gestartet
3 nicht gestartet
4 nicht gestartet
5 nicht gestartet
6 nicht gestartet
7 nicht gestartet
8 nicht gestartet
9 Unfall im Training
10 nicht gestartet
11 nicht gestartet
12 nicht gestartet
13 Ersatzwagen

### Nur in der Meldeliste
Hier finden sich Teams, Fahrer und Fahrzeuge, die ursprünglich für das Rennen gemeldet waren, aber nicht daran teilnahmen.
| Pos. | Klasse | Nr. | Team                  | Fahrer                             | Chassis             |
| ---- | ------ | --- | --------------------- | ---------------------------------- | ------------------- |
| 73   | GTO    | 02  | Cliff Gottlob         | Cliff Gottlob                      | Chevrolet Corvette  |
| 74   | GTO    | 07  | Heimrath Racing       | Ludwig Heimrath senior             | Porsche 935         |
| 75   | GTU    | 4   | Gemini Racing         | Mike Downs Ron Emmerson            | Datsun 240Z         |
| 76   | GTX    | 12  | Karges Sport          | Bruce Jenner                       | BMW M1              |
| 77   | GTX    | 14  | Stanton Barbour       | Bill Johnson Jeff Scott            | Porsche 935         |
| 78   | GTO    | 21  | Oftedahl Trucking     |                                    | Chevrolet Corvette  |
| 79   | GTO    | 38  | Boricua Racing        | Bonky Fernandez Tato Ferrer        | Porsche Carrera RSR |
| 80   | GTO    | 51  | Kirby-Hotchkis Racing | John Hotchkis John Hotchkis junior | Porsche Carrera RSR |
| 81   | GTU    | 70  | Doyle Racing          | Chris Doyle                        | Mazda RX-7          |
| 82   | GTU    | 98  | Frank Leary           | Frank Leary Casey Mollett          | Datsun 280ZX        |

### Klassensieger
| Klasse | Fahrer           | Fahrer           | Fahrzeug            | Platzierung im Gesamtklassement |
| ------ | ---------------- | ---------------- | ------------------- | ------------------------------- |
| GTX    | John Fitzpatrick | Dick Barbour     | Porsche 935 K3      | Gesamtsieg                      |
| GTO    | Tony Garcia      | Terry Herman     | Porsche Carrera RSR | Rang 8                          |
| GTU    | Brad Frisselle   | Yoshimi Katayama | Mazda RX-7          | Rang 9                          |

### Renndaten
- Gemeldet: 82
- Gestartet: 60
- Gewertet: 30
- Rennklassen: 3
- Zuschauer: unbekannt
- Wetter am Renntag: warm und trocken
- Streckenlänge: 5,311 km
- Fahrzeit des Siegerteams: 5:01:23,591 Stunden
- Gesamtrunden des Siegerteams: 165
- Gesamtdistanz des Siegerteams: 876,288 km
- Siegerschnitt: 174,448 km/h
- Pole Position: Don Whittington – Porsche 935 K3 (#91) = 192,545 km/h
- Schnellste Rennrunde: John Fitzpatrick – Porsche 935 K3 (#32) – 1:41,230 = 188,868 km/h
- Rennserie: 6. Lauf zur Sportwagen-Weltmeisterschaft 1980
- Rennserie: 4. Lauf zur IMSA-GT-Serie 1980